# منطقه حفاظت شده ملی آرانزاس

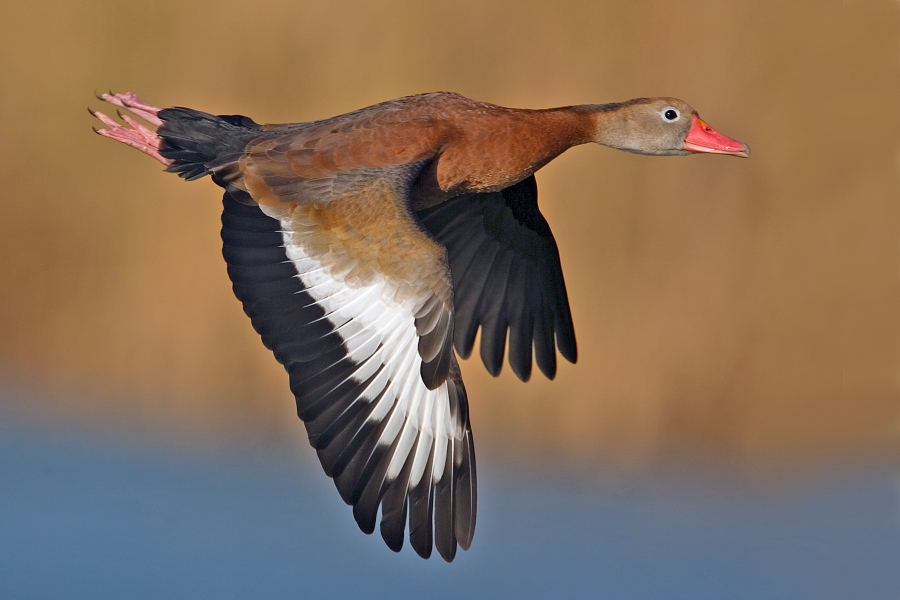

منطقه حفاظت شده ملی آرانزاس (به انگلیسی: Aransas National Wildlife Refuge) منطقه‌ای ساحلی در مجاورت خلیج مکزیک در ایالت تگزاس در ایالات متحده آمریکا است.

## وب‌گاه‌های مربوطه
- وب‌گاه رسمی
- وب‌گاه دیگر